# Liste der Monuments historiques in Mailly-le-Camp
Die Liste der Monuments historiques in Mailly-le-Camp führt die Monuments historiques in der französischen Gemeinde Mailly-le-Camp auf.

## Liste der Immobilien
| Bezeichnung             | Beschreibung                                   | Standort                               | Kennzeichnung | Schutzstatus | Datum | Bild           |
| ----------------------- | ---------------------------------------------- | -------------------------------------- | ------------- | ------------ | ----- | -------------- |
| Wegekreuz               | aus dem 16. Jahrhundert; vor 1990 verschwunden | im Nordwesten des Ortes                | PA00078144    | Inscrit      | 1926  |                |
| Kirche St-Jean-Baptiste | ab dem 12. Jahrhundert                         | Le Petit Mailly, rue Saint-Jean (Lage) | PA00078145    | Classé       | 1919  | weitere Bilder |

## Liste der Objekte
| Bezeichnung                                   | Beschreibung                                                                          | Standort                                               | Kennzeichnung | Schutzstatus | Datum | Bild |
| --------------------------------------------- | ------------------------------------------------------------------------------------- | ------------------------------------------------------ | ------------- | ------------ | ----- | ---- |
| Skulptur Der gute Hirte                       | Holz, 16. oder 19. Jahrhundert                                                        | Le Grand Mailly, in der Kirche St-Martin (Lage)        | PM10001129    | Classé       | 1911  |      |
| Kirchenfenster (1)                            | aus dem 16. Jahrhundert                                                               | Le Grand Mailly, in der Kirche St-Martin (Lage)        | PM10001131    | Classé       | 1913  |      |
| Pietà                                         | Kalkstein, Anfang des 16. Jahrhunderts                                                | Le Grand Mailly, in der Kirche St-Martin (Lage)        | PM10001133    | Classé       | 1908  |      |
| Skulptur Johannes der Täufer                  | Kalkstein, 15. Jahrhundert; aus der Kirche St-Jean-Baptiste                           | Le Grand Mailly, in der Kirche St-Martin (Lage)        | PM10001135    | Classé       | 1957  |      |
| Skulptur Notre-Dame de la Perthe              | Holz, 16. Jahrhundert                                                                 | Le Grand Mailly, in der Kirche St-Martin (Lage)        | PM10004822    | Inscrit      | 1978  |      |
| Kirchenfenster (2)                            | aus dem 16. Jahrhundert; verschwunden                                                 | Le Petit Mailly, in der Kirche St-Jean-Baptiste (Lage) | PM10003177    | Classé       | 1913  |      |
| Relief Mariä Verkündigung                     | Kalkstein, farbig gefasst, 16. Jahrhundert; aus der Kirche St-Jean-Baptiste           | Le Grand Mailly, in der Kirche St-Martin (Lage)        | PM10001134    | Classé       | 1911  |      |
| Skulptur Johannes Evangelist                  | Eichenholz, farbig gefasst, 16. Jahrhundert                                           | Le Grand Mailly, in der Kirche St-Martin (Lage)        | PM10004823    | Inscrit      | 1978  |      |
| Skulptur Heiliger Sebastian                   | Holz, farbig gefasst, 17. Jahrhundert; aus der Kirche St-Jean-Baptiste                | Le Grand Mailly, in der Kirche St-Martin (Lage)        | PM10004825    | Inscrit      | 1977  |      |
| Skulptur eines heiligen Bischofs              | Kalkstein, farbig gefasst, erste Hälfte des 16. Jahrhunderts; in der Mairie deponiert | Le Petit Mailly, in der Kirche St-Jean-Baptiste (Lage) | PM10004824    | Inscrit      | 1974  |      |
| Taufbecken                                    | Kalkstein, erste Hälfte des 16. Jahrhunderts                                          | Le Grand Mailly, in der Kirche St-Martin (Lage)        | PM10001130    | Classé       | 1913  |      |
| Epitaph für Jean Gombault und Colette Chappey | Kalkstein, farbig gefasst, bezeichnet 1509 und 1512                                   | Le Grand Mailly, in der Kirche St-Martin (Lage)        | PM10001132    | Classé       | 1957  |      |